# Phacusa dolosa
Phacusa dolosa je moljac iz porodice Zygaenidae. Opisan je od strane Francisa Walkera u 1856. godini. Pronađen je u Indiji i Mjanmaru.